# 授権法
授権法（じゅけんほう、英語: Enabling Act、ドイツ語: Ermächtigungsgesetz、スペイン語: Ley habilitante）とは、国家における非常事態などの発生に際し、立法府が行政府やその他の国家機関に対し、一定の権限を授権する法律。

## 概要
非常事態の発生に対し通常の立法・行政手続きを行わずに権力を行使できる権限を与える授権法は、憲法に定義されている場合が多い。フランス憲法にはこうした授権法規定が明記されており、第一次世界大戦勃発後のフランス第三共和政下では授権法制定が頻発され、1940年1月までに13の授権法が発布された。ドイツにおいても第一次世界大戦勃発直後に制定された。ヴァイマル憲法にも同様の規定があり、1921年に2度、1923年に1度制定されている。1933年に制定された全権委任法も一種の授権法ではあるが、従来の授権法制定と異なり、憲法改正手続きに従って行われ、アドルフ・ヒトラーと国民社会主義ドイツ労働者党の政府は憲法改廃権を含む権力を手中にした。日本においても国家総動員法は一種の授権法であると見られている。アメリカ合衆国においては通商・国防などの分野で一定の授権を行う法律が存在している。ただし日本において国防授権法などと訳される法律は「英語: Authorization Act」であり、厳密には「Enabling Act」である授権法とは異なる。

## 事例

### ヴァイマル共和政下のドイツ
ヴァイマル共和政下のドイツにおいては3回の授権法が成立している。しかし全権委任法と呼ばれる1933年の授権法は、過去や他の国家の授権法と違い、議会への報告義務が存在しない上に、実質的に憲法改正的法律であるなど極めて異例なものであった。

### フランス
現行憲法であるフランス第五共和国憲法にも授権法の規定が存在する。これに基づき、1958年から2006年までの期間に多くの授権的法律が成立し、議会は200以上のオルドナンス（政府による委任立法）を承認している。2003年7月2日には「政府に法の簡素化を授権する2003年7月2日の法律第2003‒591号」が成立し、行政改革と国家改革に関する授権が政府に対して行われた。

### ベネズエラ
ベネズエラ議会は2007年1月にウゴ・チャベス大統領に対して、18ヶ月間の間国会審議を経ずに政令を発することができる授権を行っている。さらに2010年には水害を理由として一定の分野を対象とした授権法が成立している。また後継のニコラス・マドゥロ大統領にも、2013年11月19日に経済分野に限って国会審議を経ずに政令を発することを認めた授権が行われている。